# 歐賽
歐賽（英語：Ose），所所羅門七十二柱魔神中排第57位的魔神，別名「歐茲」（Oz）。能告訴召喚者秘密的事情。以豹形示人或化为人型。擅长授人科学。可将人变形。

## 流行文化
中国电子游戏《原神》中提到一位“漩涡之魔神”，名为“奥赛尔”，其名字可能来源于此。